# Vrápenec
Vrápenec je savec z řádu letouni (Chiroptera) z čeledi vrápencovití (Rhinolophidae). Velmi se podobá netopýrům, je nočním tvorem, hmyzožravcem a orientuje se také pomocí echolokace. Je také chráněný zákonem. Zimní období přečkají hibernací.

## Rozdíly mezi vrápenci a netopýry
Existující rozdíly mezi vrápenci a netopýry
- genetické
- způsob echolokace[1]

|                              | Vrápenec                   | Netopýr                   |
| ---------------------------- | -------------------------- | ------------------------- |
| vysílání akustického signálu | nosem                      | otevřenou tlamou          |
| příjem akustického signálu   | blanitými výrůstky na nose | blanitými výrůstky v uchu |

- skládání křídel[1]: Vrápenci se zabalují do blan křídel a netopýři skládají křídla podél těla.
- ostatní

## Vrápenci v České republice
| Druh                                     | Obrázek | Základní informace                          | Ohrožení dle ČR   | Ohrožení dle IUCN | Původ taxonu |
| ---------------------------------------- | ------- | ------------------------------------------- | ----------------- | ----------------- | ------------ |
| vrápenec malý Rhinolophus hipposideros   |         | Hmotnost: 3 až 9 g.                         | kriticky ohrožený | 3                 | Původní      |
| vrápenec velký Rhinolophus ferrumequinum |         | Největší vrápenec Evropy. Hmotnost 17–32 g. | kriticky ohrožený | 3                 | Původní      |

## Ostatní vrápenci
| Druh                               | Obrázek | Základní informace   |
| ---------------------------------- | ------- | -------------------- |
| vrápenec jižní Rhinolophus euryale |         | Hmotnost: 8 až 18 g. |

- další druhy